# Australocamelus
Australocamelus — вимерлий одновидовий рід верблюжих, ендемік Північної Америки. Він жив у середньому міоцені 16,3—13,6 млн років тому, проіснувавши приблизно 2,7 мільйона років.